# Liste von Menschenrechtsorganisationen
Die Liste von Menschenrechtsorganisationen führt internationale und nationale Organisationen auf, die sich für den Schutz grundlegender Menschenrechte einsetzen.

## Internationale Regierungsorganisationen
- UN-Menschenrechtsrat (United Nations Council for Human Rights) – Versammlung von Vertretern einiger regelmäßig neu gewählter Staaten

### Kommissionen und Ausschüsse
- Agentur der Europäischen Union für Grundrechte – beratende Institution der Europäischen Union in Menschenrechtsfragen
- Afrikanische Kommission der Menschenrechte und der Rechte der Völker (African Commission on Human and Peoples Rights) – für die  Organisation afrikanischer Staaten (OAU)
- Europäisches Komitee zur Verhütung von Folter und unmenschlicher oder erniedrigender Behandlung oder Strafe (Committee for the Prevention of Torture) – Ausschuss des Europarates
- UN-Ausschuss gegen Folter (United Nations Committee against Torture)
- UN-Menschenrechtsausschuss (United Nations Committee for Human Rights)

### Hohe Kommissare, Sonderberichterstatter und Sonderbeauftragte
- UNHCHR (United Nations Commissioner for Human Rights)  Hoher Kommissar für Menschenrechte der Vereinten Nationen
- UNHCR (United Nations High Commissioner for Refugees) Hoher Flüchtlingskommissar der Vereinten Nationen
- UN-Sonderbeauftragter – verschiedene Beauftragte des Generalsekretärs der Vereinten Nationen für Krisengebiete
- UN-Sonderberichterstatter für die Rechte indigener Völker (United Nations Special Rapporteur on The Rights of Indigenous Peoples)
- UN-Sonderberichterstatter über Folter
- UN-Sonderberichterstatter zu extralegalen, summarischen und willkürlichen Hinrichtungen

## Internationale Nichtregierungsorganisationen
- Aktion der Christen für die Abschaffung der Folter (ACAT) – politische Verfolgung aus religiösen Gründen
- Amnesty International – für politische Gefangene und soziale, wirtschaftliche, Frauen- und LGBTIA+ -Rechte
- Anti-Slavery International – gegen die Sklaverei, älteste Menschenrechtsorganisation der Welt
- Arabische Organisation für Menschenrechte – Nichtregierungsorganisation für Menschenrechtsfragen
- Ärzte ohne Grenzen – medizinische Notfallhilfe in Kriegs- und Krisengebieten
- Christian Solidarity International – christliche Menschenrechtsorganisation gegründet 1977 setzen sich vorrangig für Glaubensverfolgte und verfolgte Christen ein
- European Association for Human Rights – setzt sich weltweit gegen Menschenrechtsverletzungen mit dem Schwerpunkt Todesstrafe ein
- FIAN – FoodFirst Informations- und Aktions-Netzwerk für die Bekämpfung des Hungers
- Internationale Liga für Menschenrechte (Fédération internationale des ligues des droits de l'Homme, FIDH) – älteste internationale Menschenrechtsorganisation; seit 1922 weltweiter Dachverband der Menschenrechtsbewegung.
- Global Alliance of National Human Rights Institutions – Dachverband sog. nationaler Menschenrechtsinstitutionen (NHRI), Sitz Genf
- Helsinki Citizens’ Assembly (hCa) – Zusammenschluss von Bürgerrechts- und Menschenrechtsgruppen aus den OSCE-Staaten
- Human Rights Watch – beobachtet Menschenrechtsverletzungen in verschiedenen Staaten
- Internationale Gesellschaft für Menschenrechte – mit dezidiert antikommunistischer Ausrichtung
- International Justice Mission – gegen Sklaverei, Menschenhandel und Zwangsprostitution
- Internationale Juristenkommission – Juristen
- International Peace Observers Network – schützt Menschenrechtsverteidiger mit der Entsendung von freiwilligen Menschenrechtsbeobachtern
- Organization Intersex International (OII) – setzt sich für die Rechte intersexueller Menschen ein
- Peace Brigades International  Friedensbrigaden (PBI) – schützt Menschenrechte und fördert gewaltfreie Konfliktbewältigung durch Entsendung von Freiwilligen auf Einladung
- Survival International: engagiert sich für indigene Völker
- Terre des Femmes – engagiert sich weltweit gegen die Diskriminierung von Frauen
- Terre des Hommes – Kinderhilfswerk, Menschenrechte für Kinder
- UNITED for Intercultural Action – größtes europäisches Netzwerk gegen Nationalismus, Rassismus, Faschismus und für die Unterstützung von Einwanderern und Flüchtlingen
- Weltorganisation gegen Folter (OMCT) – Allianz gegen Folter, Hinrichtungen im Schnellverfahren, Verschwindenlassen unter Gewaltanwendung und andere Formen von Menschenrechtsverletzungen
- World Aid Organization for Human Rights.

## Nationale Nichtregierungsorganisationen

### Afrika
- UNICEF

#### Kenia
- SOLWODI (Solidarity with Women in Distress) – Solidarität mit Frauen in Not

#### Tunesien
- Tunesische Liga für Menschenrechte –  Friedensnobelpreis im Nationalen Quartett 2015

#### Simbabwe
- WOZA, Women of Zimbabwe Arise – Frauenorganisation in Simbabwe

### Arabische Welt und Israel

#### Ägypten
- Anwaltszentrum Hisham Mubarak (HMLC) – 1999 in Kairo gegründet

#### Israel
- Adalah – Vertretung der Interessen der Araber in Israel
- B'Tselem
- Jesch Din – juristische Unterstützung für arabische Israeli
- Öffentliches Komitee gegen Folter in Israel
- Machsom Watch – Frauen, die die Checkpoints zwischen Israel und den besetzten Gebieten beobachten
- Vereinigung für Bürgerrechte in Israel – größte Menschenrechtsorganisation in Israel

#### Libanon
- Association Najdeh – nichtstaatliche Organisation, die in den Bereichen Entwicklung und Bildung in den palästinensischen Flüchtlingslagern im Libanon tätig ist

#### Palestina
- Addameer (veröffentlicht regelmäßig Berichte zu Folter in Gefängnissen)
- Al-Haq (gehört der Internationalen Juristenkommission an)
- Al Qaws (LGBT-Organisation)
- Aswat (feministische Organisation)
- Al Mezan Center for Human Rights
- Bisan-Zentrum für Forschung und Entwicklung (untersucht die sozioökonomischen Folgen der militärischen Besatzung)
- B'Tselem (Israelische Organisation mit Fokus auf Palästina)
- Defence for Children International
- Union der Komitees für landwirtschaftliche Arbeit (UAWC) (unterstützt Kleinbauern)
- Union der palästinensischen Frauenkomitees (UPWC) (setzt sich für die Rechte von Frauen unter der Besatzung ein)

### Asien
- Acid Survivors Foundation – bekämpft „Säure-Angriffe“ auf Frauen in Bangladesch

### Europa

#### Armenien
- Armenian Constitutional Right-Protective Centre (ACRPC)

#### Belarus
- Charta 97
- Belarussisches Helsinki-Komitee
- Wjasna
- Belarussischer Journalistenverband

#### Bosnien und Herzegowina
- UDIK

#### Deutschland
- Aktionsgruppe Indianer & Menschenrechte – politische und kulturelle Unterstützung indigener Völker Nordamerikas
- Arbeitskreis deutscher Bildungsstätten – Geschäftsführung des DARE-Projekt zu Demokratie- und Menschenrechtsbildung in Europa
- Brot für die Welt – Hilfswerk der Evangelischen Kirchen in Deutschland
- Deutsche Liga für Menschenrechte – setzt sich für den Schutz aller Menschenrechte ein, vorrangig in Deutschland
- Deutsches Institut für Menschenrechte
- Dokumentationszentrum Menschenrechte in Lateinamerika
- FIAN Deutschland – setzt sich vor allem für das Recht auf Nahrung und Ernährungssouveränität ein
- Forum Menschenrechte – Gruppe von 40 deutschen Nichtregierungsorganisationen für Menschenrechtsschutz
- Rettet die Naturvölker – Unterstützung für die letzten indigenen „Naturvölker“ der Erde
- Gesellschaft für bedrohte Völker (GfbV) – Seit 50 Jahren widmet die Gesellschaft für bedrohte Völker (GfbV) ihre Menschenrechtsarbeit dem Kampf gegen Völkermord und Vertreibung, Verfolgung und Diskriminierung ethnischer und religiöser Gemeinschaften.
- Gesellschaft für Freiheitsrechte
- Infoe – Institut für Ökologie und Aktions-Ethnologie e.V. – unterstützt indigene Völker bei der Verteidigung ihrer Menschenrechte
- Initiative gegen die Todesstrafe e.V. – fordert die weltweite Abschaffung der Todesstrafe
- Informations- und Dokumentationszentrum für Antirassismusarbeit
- Internationale Liga für Menschenrechte (Berlin)
- medico international – Frankfurter Hilfs- und Menschenrechtsorganisation
- Medinetz Dresden – anonyme und kostenlose medizinische Hilfe für Flüchtlinge und Migranten ohne Aufenthaltsstatus
- Bischöfliches Hilfswerk Misereor, das sich unter anderem im UN-Menschenrechtsrat für das Thema "Wirtschaft und Menschenrechte" engagiert
- Pro Asyl – setzt sich weltweit für Asylsuchende und Flüchtlinge ein
- TARGET (Menschenrechtsorganisation)

#### Großbritannien
- Jews for Justice for Palestinians – für die Rechte der Palästinenser
- Privacy International
- Survival International – Die Bewegung für indigene Völker

#### Irland
- Front Line Defenders – unterstützt Menschenrechtsorganisationen und weist auf Menschenrechtsverletzungen in verschiedenen Ländern hin

#### Litauen
- European Foundation of Human Rights – setzt sich für Menschen- und insbesondere die Rechte nationaler Minderheiten in Litauen ein

#### Norwegen
- Forum 18 – setzt sich auf der Grundlage des Artikels 18 der Allgemeinen Erklärung der Menschenrechte zum Ziel, religiöse Freiheit für alle zu etablieren, wobei der Schwerpunkt die Beobachtung der Situation christlicher Missionierungsarbeit in Osteuropa ist.
- Norwegisches Helsinki-Komitee – für Schutz der Menschenrechte in Ost- und Südosteuropa

#### Österreich
- Ludwig Boltzmann Institut für Grund- und Menschenrechte (BIM)
- Österreichisches Institut für Menschenrechte (ÖIM)
- Österreichische Liga für Menschenrechte
- SOS Menschenrechte
- Volksanwaltschaft – Die Volksanwaltschaft ist als Nationaler Präventionsmechanismus für den Schutz und die Förderung der Menschenrechte in der Republik Österreich zuständig

#### Polen
- Polnisches Helsinki-Komitee

#### Russland
- Bürgerunterstützung – Flüchtlingshilfsorganisation
- Komitee zur Verhinderung von Folter – Betreuung von Folteropfern
- Memorial – Aufarbeitung des Stalinismus
- Moskauer Helsinki-Gruppe – für die Umsetzung der Schlussakte von Helsinki
- RAIPON – für die Rechte indigener Völker
- Soldatenmütter – für die Rechte von Wehrpflichtigen

#### Schweden
- Civil Rights Defenders –  unterstützt Menschenrechtsorganisationen in vielen Ländern, vorher Schwedisches Helsinki-Komitee

#### Schweiz
- Humanrights.ch – Menschenrechte Schweiz (MERS) – setzt sich seit 1999 für die Förderung und Durchsetzung der Menschenrechte in der Schweiz ein.
- Incomindios Schweiz – setzt sich für die Rechte der Indigenen ein
- Infoe – Institut für Ökologie und Aktions-Ethnologie e.V. – unterstützt indigene Völker bei der Verteidigung ihrer Menschenrechte
- Schweizerische Helsinki-Vereinigung
- UN Women Nationales Komitee Schweiz

#### Tschechien
- People in Need – größte Hilfsorganisation in Tschechien, international tätig
- Tschechische Helsinki-Gruppe – für die Einhaltung der Schlussakte von Helsinki

#### Ungarn
- European Roma Rights Centre – für die Rechte von Sinti und Roma

#### Ukraine
- Ukrainische Helsinki-Gruppe

### Lateinamerika

#### Argentinien
- Hijos – für die Opfer der Videla-Diktatur

#### El Salvador
- Comité Cristiano Pro Desplazados de El Salvador (CRIPDES)

#### Jamaika
- Jamaicans for Justice

#### Kolumbien
- Fundación Nydia Érika Bautista – unterstützt Opfer von Morden und Verschleppungen

### Nordamerika

#### USA
- Human Rights First – konzentriert sich auf den Schutz von Flüchtlingen und Menschenrechtsverteidiger
- Plenty International – unterstützt Menschen in Entwicklungsländern mit Hilfsprogrammen

### Ozeanien
- ELSHAM – setzt sich gegen Menschenrechtsverletzungen in Westpapua ein

## Stiftungen
Stiftungen, die in- und ausländische Menschenrechtsorganisationen finanziell unterstützen:

### Deutschland
- Friedrich-Ebert-Stiftung, SPD
- Friedrich-Naumann-Stiftung, FDP
- Heinrich-Böll-Stiftung, Bündnis 90/Die Grünen
- Konrad-Adenauer-Stiftung, CDU
- Rosa-Luxemburg-Stiftung, Die Linke

### Türkei
- Menschenrechtsstiftung der Türkei, von İnsan Hakları Derneği

### USA
- Open Society Foundations
- National Endowment for Democracy

## Ehemalige Menschenrechtsorganisationen

### Internationale Regierungsorganisationen
- UN-Menschenrechtskommission (bis 2006)

### Internationale Nichtregierungsorganisationen
- Internationale Helsinki-Föderation für Menschenrechte (International Helsinki Federation for Human Rights) (1982–2007) – ehemalige Vereinigung von 46  Nichtregierungsorganisationen mit dem Ziel des Schutzes der Menschenrechte in OSZE-Staaten

### Nationale Nichtregierungsorganisationen
- Wjasna, Belarus